# Runes of Magic
A Runes of Magic egy ingyenesen játszható MMORPG (massively multiplayer online role-playing game).
A játék 2009. március 19-én indult, és azóta több millióan játszanak vele.

## A játékról
- Rendszeres frissítések, kasztok, játékmódok
- Kettős osztályrendszer nyolc elsődleges osztállyal és egy választható másodlagos osztállyal
- Varázslat- és támadás-kombinációk
- Több mint 3500 küldetés, és átfogó küldetéssorozatok
- Lebilincselő háttértörténet
- Szabadon bejárható 3D-s világ
- Insták és állandó Dungeon-ok
- Egyénileg fejleszthető képességek és varázslatok
- Páncél szettek, különleges bónuszokkal
- Dinamikus felszerelés rendszer: fejlesztés több száz rúnával
- PvP rendszer: arénacsaták és klánháborúk
- Szerver vs. szerver PvP
- Ranglista rendszer
- Hátasok: különféle egyedülálló hátas
- Hatalmas "mesterség" rendszer: feljavítható tárgyak
- Lakás a kezdetektől: Testre szabható lakások, egyéni berendezések
- Klán várak egy elkülönített helyen
- Hírnév rendszer
- Saját addonok használata
- Térkép és radarrendszer, amin könnyen megtalálhatjuk a kereskedőket, nyersanyagokat és küldetéseket
- Aukciós ház
- Teleport rúnákkal bárhonnan
- Kétféle irányítás: (Point&click) vagy (WASD)

## Kasztok

### Cserkész (Scout)
A Cserkészek kitartó vándorok, akik érzékenyek az őket körülvevő veszélyekre. Ez lehetővé teszi számukra hogy kedvező helyzetekből közelítsék meg az ellenségeiket. Az íjjal és a nyíllal való hideg pontosságuk a hivatásuk sikerének a kulcsa, véres közelharcokba nem szeretnek bocsátkozni. De ha mégis erre kerülne sor, marad még elég ütőkártya a tarsolyukban. A védekezésben főként az agilitásukban bíznak, amivel el tudják kerülni az ellenséges támadásokat. A Cserkészek mindig előnyben részesítik a csendes, elegáns megoldásokat a lármás teljesítménnyel szemben. Állóképesség, koncentráció és éles ész az erénye egy valódi vadásznak, aki állandóan a prédáján tartja a szemét, és végez vele. A Cserkészek mesterei a távolsági küzdelemnek, és arra használják a képességeiket, hogy a nyíllal és számszeríjjal való ügyességüket tökéletesítsék. Közelharcban a Cserkészek a kijátszási és elkerülési taktikáiktól függenek, hogy sikerüljön ismét távolra kerülni egy újabb lövéshez, vagy várni egy társ erősítésére, aki jobban otthon érzi magát a közelharcban. A különlegesen felerősített távolsági támadások másodpercek alatt végezni tudnak az ellenfelekkel, vagy legalább le tudják gyengíteni őket eléggé, hogy utána már könnyű prédák legyenek közelharcban is. Ezek azok a lehetőségek, amikkel a Cserkészek meg tudják akadályozni az ellenfeleiknek a támadásait. Kivételesen fejlett érzékszerveikkel biztonságos távolságból képesek észrevenni még a rejtőzködő ellenfeleket is, ami a Zsiványok legnagyobb természetes ellenfeleivé teszi őket. Az ügyesség és az intelligencia lényeges jellegzetességei a Cserkészeknek. Okosan előnyt szerezni a távolságból kritikus a számára, és minden egyes döntésének jól átgondoltnak kell lennie

### Harcos (Warrior)
A harcosok szakképzettek a leghalálosabb fegyverek használatában, és mindig azon igyekeznek, hogy jobbá és erősebbé váljanak. Annyira gyakorlottak az összes közelharci technikában, hogy még a legkeményebb küzdelmekből is győztesen tudnak kikerülni. Noha minden győzelmet csak is tisztességes úton kívánnak elérni. Az ellenfelet hátba támadni és minden egyéb tisztességtelen eszközök tabuk a számukra. Egy erős katonának az elméjét nem rettenti el a félelem egy kilátásban lévő harc előtt, belenevelték a becsület érzékét és az akaratot a győzelemre. A harcosok nem törődnek az ellenségükkel, mert az ő céljuk felülmúlni magukat minden csatában. A harcosok valóban a fegyverforgatás mesterei, az összes közelharci fegyvert képesek használni, mindezek mellett képesek mindenféle páncélt viselni, beleértve a pompás láncingeket is. A Harci Őrjöngések által hajtva próbálnak felfordulást okozni az ellenség soraiban, különleges ütéskombinációkkal és csapásokkal, mellette megnövelik vele a támadásaik erejét és fürgeségét.
Az Őrjöngést át tudják áramoltatni a passzív képességeikbe, így megerősíthetik magukat vagy provokálhatják az ellenfelet, így megijesztve őket dühük hatásos kieresztésével - olyan rémisztően hogy a gyengébb elmék pánikszerűen repülnek el onnan. Végül is a kaszt kombinációkkal a harcos skilljei változatos irányokba szélesíthetők. Noha mindig megmarad a nagy erejük, hogy általa masszív fizikai sebzést okozzanak a közelharcban. A szakképzett harcosok a helyzet összességét észben tudják tartani, tudják mikor tudnak előretörni a csatában, az ellenség haragját magukra vonni, vagy hátul maradni.

### Lovag (Knight)
A lovagok hatalmas fegyverzetet tudnak kezelni és nehéz fegyverzetet tudnak használni. Elsajátítanak minden küzdőkészséget, bár az igazi erejük a mély hitükben van.
Ez megengedi nekik, hogy előhívják a fény rejtett erejét az emberek lelkében. Ezzel a hittel, féktelen harci hatalommal és a vasakaratereükkel a lovagok óriási falakat építenek fel, hogy megvédjenek mindent, ami szent nekik. Hagyományos kalandorok, kik hivatásukat nagyobbra tartják, mint saját magukat. A lovagok a legnehezebb páncélos osztályok a játékba; voltaképpen az egyetlen, ami lemezfegyverzetet hordhat. A fény erejével képesek olyan képességek végrehajtásához, amik segítségével le tudják győzni ellenfeleiket. Ők a kevés osztályok közül az egyik, akik a legerősebb szörnyek ellen is ki mernek állni. 
A különleges fényközpontú támadásaikkal és pajzs képességeikkel a lovagok hatásosan harcolnak az ellenségeikkel és rajzolják gyűlöletüket maguk fölé.

### Mágus (Mage)
A mágusok bölcsek és óvatosak - a tudás az az egyetlen erő, amiben bíznak.
Az aeonokért próbálták megoldani az elemek rejtélyeit, hogy teljesen megértsék, és elsajátítsák ezek segítségével a hívását. Óriási koncentráció kell a varázslatokhoz, kényszerítve ezzel a mágusokat, hogy nélkülözzék a védelmet, ezért ajánlott a nehéz fegyverzet. 
A varázslatok használatához megfelelő távolság kell. Sőt, mit több, néhány hűséges társ is, akinek a támogatásában egy mágus meg tud bízni. A nehézségeket, amiket el kell viselniük ha védik ezeket a néha különös, szokatlan segítőket, ellensúlyozza az a óriási erő, amit tudnak adni. A mágusok tűzzel és villámmal támadnak óriási mágikus kárt okoznak.
A varázslataik közül néhányan tüzes falakkal keríthet be, széles körű területeket zárhat el, és tarthatja a szörnyek egész hordáit csapdában. Tapasztalt mágusokról mondják azt, hogy képesek hasznosítani a főnix erejét. A misztikus tudásuk segítségével meg tudják védeni magukat és a társaikat a kártól, vagy tudják növelni az egész csapat erejét.

### Pap (Priest)
Az emberiségnek istenekre van szüksége, de lelkeik nem juthatnak be az istenségeikkel való kapcsolatba közvetlenül. A papok arra használják imáikat, hogy segítsék mindazokat, akiknek szükségük van istenes segítségre.
Működtetik a csodáikat azáltal, hogy használják azt a hatalmat, ami az isteneik által folyik rajtuk keresztül. Például bizalom Narfasn iránt, a forrásvíz istenének. Képesek lesznek, hogy sebeket gyógyítsanak, tisztogatás-varázslatot hajtsanak végre, és lelkeket visszahívni a testeikbe.
Ugyanakkor arra használják a víz elemét, hogy védje mindazokat, akik erősen hisznek benne. De a hitüknek igaznak kell lennie: a hitük istenben, magukért és készséges végzetért. Csak ennek a mentalitásnak a használata által a hatalom a pap és az istene között csatlakozhat, és arra használhatják, hogy előidézze az imák csodáit a világba.
Amíg a papok képesek életerőpontokat visszatölteni, megvédeni társaikat, és azok státusz pontjait növelni, elesett bajtársaikat is képesek visszahozni az élők soraiba. Pajzsokat tudnak kezelni; és csak arra használni a víz elemét, hogy mágikus kárt okozzon. Mindazonáltal a legfontosabb szerepük megmaradt. Csata közben istenes segélykérés a gyógyuló sebekért.
Még ha valaki meg is lát egy magányosan vándorló Papot, gyorsan meg szokták kérni, hogy dolgozzon együtt más kalandozókkal, mert ők ritkán mulasztják el a lehetőséget, hogy Isteni segítséggel kalandozzanak.

### Zsivány (Rogue)
A zsiványok az egyik a leggyorsabb osztályok közül. Szinte mindig képesek odalopakodni gyanútlan áldozataikhoz. Kevésbé erős fizikumuknak köszönhetően csak kisebb kárt tudnak okozni, ezért kombinálják gyors támadásukat alattomos mérgekkel, ezzel nagy veszélyt jelentve ellenfeleikre. Hatásos trükkjeik széles arzenálja miatt a kevésbé ügyes/képzett harcosok megvetik és tisztességtelennek tartják őket. Nem szokatlan számukra teli zsebbel távozni a csatatérről, hiszen tolvajok.
A zsiványok különleges fizikai kár okozásának specialistái. Közelharcban tőr technikákat használnak és fegyverek sorozatát távharcban. A harcosokkal és lovas vadászokkal ellentétben csakis alattomos módszereikre támaszkodhatnak, mint pl. titkos lopódzás méreg, és olyan különböző technikák melyek vérző sebeket ejtenek.
Bár hiányában vannak a kivételes erőnek és védekezésnek, azonban gyorsaságuknak és fürgeségüknek köszönhetően a zsivány többnyire elkerüli a bajt. Egyetlen dolog jár a zsivány fejében a támadás közben, hogy gyorsan és elképesztő pontossággal csapjon le.
A támadó képességein kívül a zsivány csapdát is állíthat. Felderíti a területet és megnöveli egy csoport jövedelmét, ettől lesz a zsivány értékes tagja a társadalomnak.

### Őrző (Warden)
Az őrzők a természet szellemének erejét hívhatják segítségül és képesek összekapcsolódni az erdős vidék fáival, amelytől erősebbek lesznek. Ezért mindig egy kísérővel harcolnak, amely növényi eredetű és a természet erejét segít fókuszálni a őrzőneknek. Kísérőjének hála az őrző szinte minden harci szituációhoz jól adaptálódik.

### Druida (Druid)
A Druida képességei elsőre a máguséra hasonlítanak, de ereje nemcsak romboló varázslatokból áll. Számtalan támadási fajtát és gyógyító varázslatot ismer. Egyedi tulajdonsága a természet erejének kihasználása. A druida összegyűjti az erőt önmagában csata közben, így speciális képességekhez jut, amely más képességeket erősíthet. Emellett nagyon sokoldalú mágia-kínálattal rendelkezik támadó, gyógyító és támogató varázslatokat használva.

## Kettős osztályrendszer
Mikor egy új karakter indítunk akkor választhatunk a 6 különböző karakterosztály közül. Csak rajtad múlik mit kezdesz, legyen az harcos, cserkész, zsivány, varázsló, pap vagy lovag. Amikor elérjük a 10-es szintet, hozzá tudsz adni egy másodlagos osztályt, ami növeli a lehetséges osztálykombinációkat 30 egyéni kombinációs típusig.
A Runes of Magic-ben általában minden osztály elsődleges vagy másodlagos osztályként szolgál. Hogy e két osztály között váltogassunk, játékosoknak meg kell látogatni egy különleges "osztály edzőt"(class trainer). Egy ilyen trainer található pl. Varanasban ami a kezdő régióban található város. A játékosoknak bármikor hozzáférésük van az aktív elsődleges osztályukból a teljes "szint-alapú" skillekhez. Egyidejűleg csak a másodlagos osztályuk "nem specifikus" skilljei elérhetőek.
Azonfelül a másodlagos osztály karakter-attribútumai hozzáadódnak az elsődleges osztályhoz, értékük 10 százalékával. Ellenkezőleg minden tapasztalatipont(xp), sajátosság és tehetségpontok(talent point), amik a kalandokból összegyültek, kizárólag az aktív elsődleges osztályba halmozódnak fel.
Csak az elsődleges osztály készségeit fejlesztheti a tehetségpontok elosztása. Mindenesetre a másodlagos osztály szintje nem kerekedhet felül az elsődleges kaszton. Hogy emeljék a másodlagos osztályukat, játékosoknak kell bejegyezniük azt az elsődleges osztályukként bármilyen osztály edzővel(class trainer).
Taktikai opciók
Miközben bölcsen használjuk a Runes of Magic kettős osztályrendszerét, a játékosok fel tudják építeni a karaktereik multi-funkcionális sokoldalúságát. Egy cserkésszel másodlagos osztályként a karakterek például íjat(bow) használhatnak. Zsiványokkal másodlagosan dobó fegyvereket(kések) tudunk használni, a harcosok fejszéket fognak adni neked. A kombinációk a melee harcosokat, több távolsági támadásokkal növelik, és a papokat fejszékkel ruházzák fel , hogy így harcolhassanak.A sokféle lehetőség szólózó és csapatjátékosoknak ad sok érdekes taktikai választást PvE-ben (Játékos a környezet ellen). Az RPG játékosok karakterértelmezésért fogják szeretni a széles spektrumot.
A hat fő osztály skilljei különböző energiatípusokat alkalmaznak. A harcosok haragot(rage) használnak, a cserkészek fókuszt(focus) használnak, a zsiványoknak energiára(energy) van szükségük és a mágusok, papok és lovagok harcolnak manával(mana). A játékosok az energiatípusokat egymástól függetlenül tudják alkalmazni. A Runes of Magic kettős osztályrendszerét arra tudják használni , hogy veszélyes, tökéletes specialisták erősítsék a csapatjátékot. Például az okos kalandorok tudnak alkotni egy erős bombardiert a cserkész és mágus kombinációjával. Ha például a karakter kifut a fókuszból, egyszerűen átkapcsol manára és azonnal elindíthatja a másodlagos mágusosztálya képességeit. Ezzel ellentétben egy kombinált lovag-harcos osztály lesz a végső melee harcos.
De játékosoknak gondosan ügyelniük kell néhány kombinációra: a mágusok és papok ugyanazt a mana medencét használják, ami gyorsan száradhat az erőforrásaidon kívül.

## Harcrendszer

### Harc – életért és halálért
Runes of Magic harcrendszere egyaránt súlyt fektet a harci képességek fejlődésére és egy jó felszerelésre. A fegyverek és páncélok minősége hatással van a támadásra és védekezésre. Közvetlen támadásoknál a fegyverkategóriák mint kardok, íjjak és botok mesteri használata fontos, mert ez közvetlenül hatást gyakorol a találati biztonságra. Egy szokatlan fegyverrel nehezebb tudunk harcolni.
Miközben a fegyverek elsődlegesen fizikai sérülést okoznak, a mágusok és papok varázslatai mágikus sérülést idéznek elő. Ezek a varázslatok a víz, a tűz és a szél megidézésével keletkeznek.

### Jártasság
A harcrendszer magját a sok különböző támadások alkotják, amelyek minden kasztnak speciális erőket adnak. A harc nem csupán arról szól, hogy az ellenség életerejét egyszerű ütlegeléssel elraboljuk. Ügyes kalandorok speciális effekteket használnak, hogy a harcban győzedelmeskedjenek.
Lasszókat vagy láncokat fényből taktikusan is lehet használni, hogy időt nyerjünk vagy egy kiláthatatlan harcból vissza húzódhassunk. Vérző sebek nem csak fájdalmas hanem veszélyes problémák és léteznek sötét foglalkozások, amelyek ezekre specializálódtak.
Sok harci képesség egymásra épül, ezek figyelmet és gyors reflexeket követelnek. Harcosok a kezdő támadással tudják pozicionálni az ellenfelüket, amely egy speciális támadást eredményezhet. Közben gyorsan kell regisztrálni milyen lehetséges támadások adódnak. Lovagok világító tükröket helyezhetnek el, melyek különböző effekteket eredményeznek. Mágusok egy elektrosztatikusan feltölthetik magukat, mellyel megvédhetik magukat és később támadásra is használhatják.
Ezeknek az elemi mestereknek oda kell figyelniük, hogy az ellenségük nem e rezisztens az éppen használt mágiájukra. Egy itt megfigyelt gyengeség a fordulópontot is hozhatja a harcban, az ellenségünket gyorsan és könnyen legyőzhetjük.

### Kombó
Megéri az elemek összjátékára figyelni. Minden támadás egy elemhez van besorolva és bizonyos sorrendje ezeknek az elemeknek mágikus effekteket eredményezhetnek. Egy rövid kombinációnál nem feltűnő, de minél hosszabb annál látványosabb. Csoportok itt taktikusan tudnak együtt dolgozni, hogy könnyebben és látványosabban pusztíthassák el ellenfeleiket. De előtte ki kell találniuk mely kombinációval érnek el hatásokat.

### Csapatösszeállítás
A prímér és szekundér kasztokkal együtt, a specializálódás különböző jártasságokra határozza meg, hogy a karakter milyen szerepet játszik a harcban. Miközben egy egyedülálló harcosnak több feladatot kell ellátnia, a csoportoknál egy tiszta munkamegosztás vezet a célhoz. Egy jól összeállított csoportnál a harcosok és a lovagok az első helyeket foglalják el, hogy az ellenség áttörését a mágusokhoz és papokhoz meggátolják, akik a fizikai támadásokat kevésbé viselnek el. A közelharcosok az ellenségek figyelmét különböző jártasságokkal magukra terelik, miközben kardjaikkal és baltáikkal a lehető legnagyobb sérüléseket okozzák. A távol harcosok, mint mágusok és cserkészek a nyugodtabb második sorból folyamatosan sebzik ellenfeleiket. Néha a papok is innen támadhatnak, de általában az első sor gyógyításával és életben tartásával vannak elfoglalva.

### Taktikák
Egy bevált eljárás a nagyszámú és erős ellenfeleknél az egyes ellenségek kicsalogatása távoli fegyverekkel vagy provokálással. Ha a támadásukat az első sor lefogta, akkor egy jó csapatnak nem tart sokáig a harc.
Pont a vezéreket lehet nehezen a testőreitől elszakítani. Itt a veszélyes ellenfelet kell addig lefoglalni míg a segítői el nem pusztulnak. Lovagok és cserkészek a legalkalmasabbak erre a feladatra, hiszen csak ők tudják ellenfeleiket egy helyhez kötni és így a harcot elcsúsztatni. Ellenfeleik figyelmének nem szabad megszakadni – de ezt egy pár támadással fent tudják tartani. Ezt a játékot ami támadásból, lekötésből és visszahúzódásból áll addig kell fenntartani, míg fel nem szabadul a csapat többi tagjának a keze, hogy a szituációt véglegesen letisztázzák.

### A győzelem fizetsége
A győzelem a veszedelmes szörnyek fölött becsületen és tapasztalaton kívül még különböző egyedi tárgyakat is eredményez. Ehhez a zsákmányhoz tartozik a mondabeli medveprém és más vadásztrófeák, rúnakövek, kristályok, ruhák és persze páncélok és fegyverek, amiknek különleges tulajdonságaik vannak.
Ezenkívül az elesett ellenfelek fölött néha világító Dárdák jelennek meg. Ezek a jelek egy rövid ideig különleges erőket adnak a kalandornak.

### Halál
Ha egy kalandor egy harcot elveszt és meghal, akkor Ayvenas magához veszi. A halott egy rövid idő után az egyik szent kőkörben tér magához. Azon kívül, hogy nem emlékeznek a holtak birodalmában töltött időre és más emlékezetkihagyásuk van, ismét új életre keltek de azonfelül kábultak és egy rövid ideig pihenniük kell. Általában ilyenkor adódik alkalom a páncélok és fegyverek ellenőrzésére és lehetséges károk javítására.
Egy pap jelenléte, aki az újraélesztési rituálisban jártas, haláleseteknél nagy segítséget jelent. Így az út Ayvenas termeiben feltűnően lerövidíthető és a mellékhatások is csökkennek. Csoportoknál is nagyon fontos mikor mélyen a föld alatt antik katakombákat derítenek fel, hogy elesett társaik rögtön mellettük éledjenek fel.

## Ház rendszer
Otthon, édes otthon.
Véresen és piszkosan, tele fegyverekkel, egy hős csak azt remélheti, hogy visszavonulhat a saját otthona falai közé, hogy végre kipihenhesse magát.
Pontosan ez tudod megtenni a Runes of Magic-ben! Neked már 1. szinttől hozzáférésed van a saját házadhoz. Logarban léphetsz bele először.
Berendezni nagyon egyszerű: vegyél ki egy tárgyat a slotokból és bárhová helyezheted ezután a szobában. Szabadon tudod forgatni, tekerni és mozgatni a tárgyat.

### Díszítsd ahogy akarod!: variációk
Rengeteg tárgyal tudod az otthonod berendezni. Ezek a tárgyak: asztalok, székek, szőnyegek, kandallók, ágyak, különféle dekorációs kellékek bő választéka!

### A Ládák: raktározás
Természetesen Runes of Magic-ben lesz bank minden nagyobb városban.
De mióta az emberiség vadászik és gyűjtöget szereti elraktározni értékes tárgyait különféle ládákba otthon is.
Azok közül a ládák közül, amit elsőnek helyezhetsz el, akár 20 slotja is lehet, és természetesen ezt is bárhová teheted. Több ládát is vehetsz és helyezhetsz el egyszerre.

### A játékosok új ruhái: a próbababa
Mindenki látott már próbababákat, amikor a kirakatok előtt sétált, és bámulta a rajtuk lévő ruhákat. A Runes of Magic-ben a játékosok be tudnak tenni ilyen próbababákat a házaikba. Van férfi és női változat is és természetesen többet is vehetsz belőlük. Egy kattanással a felszerelésablak megjelenik, ahol a játékosok a saját cuccaikkal fel tudják öltöztetni a próbababát.
Ez idáig jó mókának tűnik, de van egy nagy előnye is.
Ha sietsz és egy kattanással át akarsz öltözni a következő küldetéshez, fel tudod cserélni felszerelésed a próbababán lévőre.

### Munkaeszközök: a kovácstól az alkimistáig
Mindenki ismeri a problémát. Éppen összegyűjtöttél minden anyagot a következő fegyveredhez, és állsz a kovács előtt a városban, amikor egy másik játékos megkérdezi: Szia! Te ugye kovács vagy? Megtennéd hogy megcsinálsz nekem eztazt?
Azok az emberek, akik csendben szeretnék űzni a hivatásukat, Be tudják tenni a szükséges szerszámokat a házaikba. A kovácsoknak üllő, alkimistáknak laboratórium, vagy egy séfeknek egy hatalmas fazék, mindegyik hivatás munkaeszköze a rendelkezésre áll.

### Egy account , nyolc karakter, egy ház
Nem számít az, hogy neked hány karakter van, ők mind ugyanazt a házat birtokolják.
Ezért könnyű azt megtenni, hogy az egyik karaktereddel italokat készítesz, berakod a ládádba és a másik karaktereddel pedig fölveszed őket.
Egy második jelszó adja az otthonodnak a további védelmet.
Ezt a jelszót tovább tudod adni a barátoknak és családnak, hogy hozzáférést adj az otthonodhoz.

### Kattints rám!: használható eszközök
Nem csak a próbababát használhatod egy rövid kattintással.
Begyújthatsz a kandallóban, meggyújthatod a gyertyákat, így adhatsz a házadnak otthonos légkört.

## Klánvárak
Minden klán, ami eléri a Runes of Magicben a 7. szintet, építhet saját várat. A klán tagjai itt találkozhatnak hogy megtervezzék az új kalandokat, elmeséljék egymásnak a régieket, vagy felkészüljenek a fenyegető támadások ellen.
Annak érdekében, hogy megépíthessétek a  klánvárat, a klán minden tagjának hozzá kell járulni a nyersanyagok beszerzéséhez. Csak csapatmunkában van esélyetek annyi aranyat, ércet és fát összegyűjteni ami a közös otthonhoz kell. Csak miután megvan minden szükséges feltétel, akkor kap a klán építési engedélyt az adminisztrátortól Varanasban és gondolkodhat el a bázisa fejlesztésén. A vár ezután már automatikusan fölépül.
A várad egy külön zónában található, ahová a Varanasi regisztrátornál, vagy egyéb más hasonló funkciójú NPC-nél léphetsz be. A céh dönthet úgy, hogy a zárva tartja a vár kapuit a látogatók elől, vagy akár szélesre ki is tárhatja azokat. Minden erődben vannak kisebb közösségi helységek, illetve nagytermek is. Ezeket a játékosok szabadon feldíszíthetik mindenféle tárgyakkal. A bútorok azonban csak dekorációs célt szolgálnak, nem adnak semmi bónuszt a várnak.  A céhek vásárolhatnak trónt is, de az elég költséges mulatság. Csak a liga vezetői szerelhetnek föl, vagy mozgathatnak bútorokat.
Ezen kívül a várban található egy kincstár is, amit a klán minden tagja használhat. Alapból  100 férőhely található benne, ahol felszereléseket és nyersanyagot lehet tarolni. A klánvezetők felügyelik a kincstárat és döntik el, ki férhet ahhoz hozzá. Lehetséges hogy ezeket a kincseket más klánok megszerezzék a klán háború alatt, ezért érdemes ilyenkor a kaput zárni, illetve egyéb védelmi berendezéseket eszközölni. A várban szabadon elhelyezhetünk teleportokat, amivel visszajuthatunk Taboreaba.
Minél magasabb szintű egy klán vár, annál több épület építést, fejlesztést lehet végrehajtani. A várat többféle fejlesztési fa szerint bővíthetjük. jelenleg ezek: akadémia, kovácsműhely, könyvtár, őrtorony, istálló. Az új épületek csak bizonyos, már meglévő épületek után válnak elérhetővé(mint a stratégiai játékokban). Például a kovácsműhely csak akkor áll rendelkezésre ha már megépítettük az akadémiát.
Ezek az épületek különféle bónuszokat adnak a céh tagjainak. A könyvtárban való olvasgatás csökkenti a tapasztalati pont büntetést, az istálló ideiglenesen gyorsítja a hátasainkat.
A jövőben tervezik azon funkció beépítését hogy más céh megtámadhassa a várunkat. De légy óvatos, a vár is csak kőből, vasból és fából van! Tehát szükség van a védelemre. Az erős kapu, a vastagabb fal távol tartja a vár szívétől a betolakodókat. Érdemes a nyilasokat és mágusokat stratégiailag fontos pozícióba küldeni harcok idején. Használjunk csapóajtókat, hogy a meglepetés erejével csapjunk le a közelharcosokra! Tehát, érdemes megfontolni hogy megtámadj egy klánt a saját várában!

## Külső hivatkozások
- Runes of Magic Hivatalos oldal
- Runes of Magic Magyar rajongói oldal
- Runes of Magic Wiki
- Runes of Magic Getbuffed adatbázis
- RunesDB
- Runes of Magic Addonok